# 水分活性
水分活性（すいぶんかっせい、英語: water activity、Aw と略される）とは食品中の自由水の割合を表す数値で食品の保存性の指標とされる。

## 概要
水分活性は食品を入れた密閉容器内の水蒸気圧(P)とその温度における純水の蒸気圧(PO)の比で定義され、以下の式によって求められる。
Aw=P/PO
水分活性の値の範囲は0から1である（純水で1）。

## 熱力学的解釈
溶液中における成分の化学ポテンシャル (chemical potential) は成分jの活量 (activity) を用いて
{\displaystyle \mu =\mu _{0}+RT\ln a_{j}}
で表され、溶媒の活量は pj/pj*で求められる。溶媒が水の場合、これは水分活性に等しい。このように水分活性の熱力学的定義は水溶液における水の活量である。この定義から加水分解のような水との化学反応では水分活性が低下すると、反応Gibbs関数 (reaction Gibbs function) ΔG が大きくなり、反応を妨げる方向に働くことがわかる。

## 水分吸着等温線
温度をパラメーターとし水分活性と含水率の関係を図示したものが水分吸着等温線でその関係式が水分吸着等温式である。乾燥工学ではここでいう水分活性を百分率で表示して相対湿度と呼び、与えられた相対湿度と平衡する含水率を平衡含水率という。一般的な吸着等温式としてLangmuir式や BET式が知られているが、穀物ではChen-Clayton式、Strohman-Yoeger式が適用される。この水分吸着等温式の含水率は乾量基準含水率である。Chen-Clayton式は、乾量基準含水率を {\displaystyle M_{d}}、絶対温度を T として、 {\displaystyle a_{w}=\exp\{-a\exp(-bM_{d})\}} （ここで {\displaystyle a=f_{1}T^{g_{1}}}, {\displaystyle b=f_{2}T^{g_{2}}}）で示される。{\displaystyle f_{1},\ f_{2},\ g_{1},\ g_{2}} は穀物の種類によって実験値から最小二乗法で決められる.
| 種類           | {\displaystyle f_{1}} | {\displaystyle f_{2}} | {\displaystyle g_{1}} | {\displaystyle g_{2}} |
| -------------- | --------------------- | --------------------- | --------------------- | --------------------- |
| もみ           | 0.901385×103          | -0.80936              | 0.267832×10-3         | 0.11697×10            |
| 玄米           | 0.870427×10-1         | 0.83925               | 0.208477×10-4         | 0.16161×10            |
| 大麦           | 0.24748×105           | -1.4245               | 0.106771×10-2         | 0.89693               |
| 小麦           | 0.154043×104          | -0.96480              | 0.988702×10-3         | 0.90068               |
| エンバク       | 0.967209×103          | -0.92470              | 0.168849×10-2         | 0.80043               |
| ライバク       | 0.590968×105          | -1.6216               | 0.711877×10-2         | 0.54004               |
| ソバ           | 0.289923×106          | -1.8370               | 0.70220 ×10-4         | 1.3633                |
| トウモロコシ粒 | 0.143626×107          | -2.1113               | 0.494895×10-2         | 0.64259               |
| ダイズ         | 0.171470×102          | -0.26541              | 0.144298×10-4         | 0.15956×10            |
| ハトムギ       | 0.922201×102          | -0.35739              | 0.588557×10-5         | 0.18931×10            |

この吸着等温式から次の
クラウジウス-クラペイロンの式(Clausius-Clapeyron Equation)
{\displaystyle {\frac {dp}{dT}}={\frac {\sigma }{T(v_{g}-v_{l})}}}

{\displaystyle \sigma ={\frac {dp}{dT}}{T(v_{g}-v_{l})}}
によって吸着熱 σ が計算される。

## 意義
食品中にはタンパク質、炭水化物等と結合した結合水と移動が容易な自由水が含まれている。食品中で微生物が繁殖するには適切な量の自由水が存在することが不可欠であり、食品中の水分活性を低下させる加工を行った場合、微生物の繁殖を抑制できる。微生物の種別により繁殖可能な水分活性は様々であるが、一般的な食中毒菌で概ね0.900以上、乾燥や塩分に耐性を持つものでも0.800以上とされ、0.600以下になれば全ての微生物は繁殖が不可能になる。水分活性の測定には重量平衡法や蒸気圧法が用いられる。食品によっては水分活性が規格基準に取り入れられているものもある。水分活性を低下させる手法としては一般に以下のような方法が用いられる。
- 食品に塩分、糖分などを溶解させる事により自由水の比率を下げる。（塩漬け、砂糖漬け等）
- 食品の水分そのものを除去する（乾燥食品、燻製、干物等）